# 箕作城
箕作城（みつくりじょう）は、滋賀県東近江市五個荘山本町箕作山の山上にあった六角氏の城館（日本の城）。

## 概要
- 本丸付近にわずかに石垣が残る。

## 歴史
- 応仁の乱で六角高頼の観音寺城に対抗して六角政堯が築城。
- 天文19年（1550年）頃、六角定頼が改修。
- 永禄11年（1568年）、織田信長の攻撃で落城し以後は廃城となった（観音寺城の戦い）。

## 参考資料
- 近江箕作城 - ウェイバックマシン（2008年4月5日アーカイブ分）